# Baby Brother
Baby Brother é um curta-metragem de comédia mudo norte-americano com o ator cômico Oliver Hardy, dirigido por Robert A. McGowan em 1927.